# Adama Guira
Adama Guira (født 24 april 1988) er en burkinsk professionel fodboldspiller, som spiller for Chinese Super League-klubben Qingdao Hainiu og Burkina Fasos landshold.

## Karriere
Adama har spillet for blandt andet spanske og svenske klubber.

### SønderjyskE
Den 12. juli 2013 skiftede Guira til Sønderjyske på en treårig aftale.

### RC Lens
Den 31. august 2016 skiftede Guira til RC Lens, hvor han skrev under på en treårig kontrakt.
Allerede den 1. juli 2017 blev det offentligt kendt, at Adama Guira stoppede i Ligue 2-klubben efter blot en sæson. Dette på trods af, at han stadig havde to år tilbage af sin kontrakt.

### AGF
Guira skiftede den 8. juli 2017 til AGF, hvor han skrev under på en treårig kontrakt. Efter to år og 50 kampe for klubben valgte Guira at rejse til kinesiske R&F.